# Torkil Veyhe
Torkil Veyhe (Tórshavn, Illes Fèroe, 9 de gener de 1990) és un ciclista feroès i danès. Professional des del 2017, milita a l'equip ColoQuick-Cult.

## Palmarès
- 2009
  -  Campió de les Illes Fèroe en ruta
  -  Campió de les Illes Fèroe en contrarellotge
  - 1r a la Volta a les Illes Fèroe i vencedor d'una etapa
- 2010
  - 1r a la Volta a les Illes Fèroe i vencedor d'una etapa
- 2011
  - Vencedor d'una etapa a la Volta a les Illes Fèroe
- 2012
  -  Campió de les Illes Fèroe en ruta
  -  Campió de les Illes Fèroe en contrarellotge
  - 1r a la Volta a les Illes Fèroe i vencedor de 3 etapes
- 2014
  - 1r a la Volta a les Illes Fèroe i vencedor de 3 etapes
- 2015
  - Medalla d'or als Jocs Insulars en contrarellotge
  -  Campió de les Illes Fèroe en ruta
  -  Campió de les Illes Fèroe en contrarellotge
  - 1r a la Volta a les Illes Fèroe i vencedor de 4 etapes
- 2017
  - Medalla d'or als Jocs Insulars en contrarellotge
  - 1r a la Volta a les Illes Fèroe i vencedor de 3 etapes